# XXVIIe siècle
Le XXVIIe siècle (ou 27e siècle) de l'ère commune commencera le 1er janvier 2601 et finira le 31 décembre 2700.
Il s'étend entre les jours juliens 2 671 055,5 et 2 707 579,5,.

## Calendrier

### Types d'années
| Décennies | … 0 | … 1 | … 2 | … 3 | … 4 | … 5 | … 6 | … 7 | … 8 | … 9 |
| --------- | --- | --- | --- | --- | --- | --- | --- | --- | --- | --- |
| 260 …     | E   | D   | C   | B   | AG  | F   | E   | D   | CB  | A   |
| 261 …     | G   | F   | ED  | C   | B   | A   | GF  | E   | D   | C   |
| 262 …     | BA  | G   | F   | E   | DC  | B   | A   | G   | FE  | D   |
| 263 …     | C   | B   | AG  | F   | E   | D   | CB  | A   | G   | F   |
| 264 …     | ED  | C   | B   | A   | GF  | E   | D   | C   | BA  | G   |
| 265 …     | F   | E   | DC  | B   | A   | G   | FE  | D   | C   | B   |
| 266 …     | AG  | F   | E   | D   | CB  | A   | G   | F   | ED  | C   |
| 267 …     | B   | A   | GF  | E   | D   | C   | BA  | G   | F   | E   |
| 268 …     | DC  | B   | A   | G   | FE  | D   | C   | B   | AG  | F   |
| 269 …     | E   | D   | CB  | A   | G   | F   | ED  | C   | B   | A   |

## Évènements astronomiques prévus auXXVIIesiècle

### Liste des longues éclipses totales de Soleil
- 28 août 2603 : Éclipse totale de Soleil[3], (6 min 02 s), du saros 164.
- 8 septembre 2621 : Éclipse totale de Soleil[4], (5 min 45 s), du saros 164.
- 19 septembre 2639 : Éclipse totale de Soleil[5], (5 min 28 s), du saros 164.
- 17 mai 2645 : Éclipse totale de Soleil[6], (5 min 17 s), du saros 148.
- 29 septembre 2657 : Éclipse totale de Soleil[7], (5 min 11 s), du saros 164.
- 29 mai 2663 : Éclipse totale de Soleil[8], (5 min 07 s), du saros 148.
- 28 juin 2671 : Éclipse totale de Soleil[9], (5 min 07 s), du saros 157.
- 9 juillet 2689 : Éclipse totale de Soleil[10], (5 min 31 s), du saros 157.

### Autres phénomènes
- 16 décembre 2603 : Transit de Vénus (premier contact à 20 h 43 UTC, deuxième contact à 21 h 2 UTC, maximum à 0 h 13 UTC, troisième contact à 3 h 25 UTC, quatrième contact à 3 h 43 UTC ; 1er et 2e contacts le 15 décembre)[11].
- 13 mai 2608 : Transit de Mercure rasant.
- 13 décembre 2611 : Transit partiel de Vénus (premier contact à 12 h 4 UTC, deuxième contact à 13 h 7 UTC, maximum à 13 h 34 UTC, troisième contact à 14 h 1 UTC, quatrième contact à 15 h 4 UTC)[11].
Il sera partiel dans une partie de la zone d'observation (l'hémisphère diurne), mais sera un transit complet (rasant) ailleurs.
Dernière occurrence : 7 décembre 1631.
- 2626/2627 : Triple conjonction Mars-Saturne.
- 2629 : Triple conjonction Mars-Saturne.
- 16 février 2649 : à 11:17 UTC Vénus occultera Neptune.
- 3 septembre 2650 : La distance entre Mars et la Terre arrivera de nouveau à un minimum remarquable, à 55 651 582,118 km.
Ce sera le rapprochement (d'opposition périhélique) légèrement plus court (de près de 37 000 km) que le précédent du 28 aout 2287[12].
Le rapprochement suivant encore plus serré, sera le 8 septembre 2729.
- 2655/2656 : Triple conjonction Jupiter-Saturne.
- 2663 : Triple conjonction Mars-Saturne.
- 2674 : Troisième orbite de Pluton depuis sa découverte en 1930.
- 2699/2700 : Triples conjonctions entre Mars-Jupiter, Mars-Neptune et Jupiter-Neptune.

## Liens avec la science-fiction

### Littérature
- Le roman de 1937 Swastika Night par Katharine Burdekin prend place au 27e siècle, sept cents ans après la montée au pouvoir d'Adolf Hitler.
- La trilogie de romans The Lunar Trilogy de Jerzy Żuławski se situe au 27e siècle.
- L'action de la trilogie L'Aube de la nuit de Peter F. Hamilton composée de Rupture dans le réel, L'Alchimiste du Neutronium et de Le Dieu nu se situe en 2611.

### Films
- Le film Wing Commander, réalisé par Chris Roberts, se déroule en 2654.
- Le film allemand Star Cruiser, réalisé par Jack Moik, se déroule en 2630.

### Télévision
- Plusieurs personnages de Star Trek proviennent de ce siècle.
- Dans la série Arthur, l'origine secrète de Supernova se situe en 2612.

### Jeux vidéo
- La plupart des jeux F-Zero se placent au début du 27e siècle.
- La série de jeux vidéo Contra (à l'exception de Contra Force et de Neo Contra) se passent durant ce siècle.
- Le jeu vidéo EarthSiege 2 commence en l'an 2624.
- Le jeu vidéo AquaNox se passe dans le milieu du 27e siècle.
- Le jeu vidéo Project Sylpheed se passe en 2632.